# Boeing VC-96
O Boeing 737-200 FAB VC 96 foram duas aeronaves Boeing 737 da Força Aérea Brasileira, utilizados para voos domésticos por ministros de estado e autoridades do governo brasileiro.  Ficaram conhecidos como Sucatinhas, diminutivo ao Sucatão, uma aeronave Boeing 707-320c FAB KC 137, aeronave de maior porte utilizada pelo então presidente Fernando Henrique Cardoso em voos de longo alcance, que foi substituída pelo Airbus A319CJ designado pela FAB como VC1A, e batizado oficialmente de Santos-Dumont.
Foram adquiridos em 1976, com matrículas 2115 e 2116, para a substituição do antigo VC 92, o primeiro jato do Grupo de Transporte Especial (GTE) e que estava em operação desde 1968.

Durante seus 34 anos de operação totalizaram mais de 50 mil horas de voo, com missões de transporte de autoridades nacionais e estrangeiras, como em 1980, quando o VC-96 prefixo FAB 2116 percorreu 11 Estados transportando o Papa João Paulo II. Em novembro de 2011 uma das aeronaves, matrícula 2116, foi doada para o MUSAL, sendo colocada em exposição em agosto de 2012.
Os VC-96 foram substituídos pelos FAB VC-2.